# Irene Pegonita
Irene Pegonita (en griego: Ειρήνη Πηγωνίτισσα) fue una aristócrata bizantina del siglo XI, esposa del césar Juan Ducas y nuera del emperador Constantino X Ducas.

## Biografía
Nació en Paflagonia y era la mayor de sus hermanos. Según el panegírico de Miguel Pselo, su padre fue Nicetas Pegonita, general distinguido en las guerras contra los búlgaros bajo Basilio II, quien mató al zar búlgaro Iván Vladislav en 1018.
Se casó hacia 1040-1045 con Juan Ducas, hermano menor del futuro emperador Constantino X. Tuvieron dos hijos: Andrónico y Constantino. Tras la coronación de Constantino X (1059), su esposo fue nombrado césar y ella se convirtió en cesáresa. Rechazó la ostentación y fue reconocida por su modestia y devoción, convirtiéndose en modelo de virtud. Mantuvo estrecha relación con Pselo, quien la consideraba casi una hija espiritual.
Hacia 1060 padeció hepatitis, de la que se recuperó. Pero en 1064 enfermó gravemente de un mal incurable y murió el 8 de septiembre de 1065, acompañada de su esposo, sus hijos, el emperador y la emperatriz Eudoxia. Pselo estuvo presente como médico y escribió un extenso elogio y una monodia en su honor. Fue abuela de la emperatriz Irene Ducas, esposa de Alejo I Comneno. Por ello, su fecha de muerte fue incluida en el typikon de la emperatriz.